# Nuoto ai campionati mondiali di nuoto 2007 - 800 metri stile libero femminili
La gara di nuoto degli 800 metri stile libero femminili dei campionati mondiali di nuoto 2007 è stata disputata il 30 e 31 marzo presso la Rod Laver Arena di Melbourne.
Accreditate alla partenza 50 atlete.
La competizione è stata vinta dalla nuotatrice statunitense Kate Ziegler, mentre l'argento e il bronzo sono andati rispettivamente alla francese Laure Manaudou e alla statunitense Hayley Peirsol.

## Podio
| Posizione | Atleta         | Nazionalità |
| --------- | -------------- | ----------- |
| Oro       | Kate Ziegler   | Stati Uniti |
| Argento   | Laure Manaudou | Francia     |
| Bronzo    | Hayley Peirsol | Stati Uniti |

## Programma
| Data          | Ora   | Turno    |
| ------------- | ----- | -------- |
| 30 marzo 2007 | 10:54 | Batterie |
| 31 marzo 2007 | 20:29 | Finale   |

## Record
Prima della manifestazione il record del mondo e il record dei campionati erano i seguenti.
| Record mondiale       | 8'16"22 | Janet Evans Stati Uniti    | 20 agosto 1989 Tokyo, Giappone    |
| Record dei campionati | 8'23"66 | Hannah Stockbauer Germania | 26 luglio 2003 Barcellona, Spagna |

Durante l'evento è stato migliorato il seguenti record:
| Data     | Evento | Atleta       | Nazione     | Tempo   | Record                |
| -------- | ------ | ------------ | ----------- | ------- | --------------------- |
| 31 marzo | Finale | Kate Ziegler | Stati Uniti | 8'18"52 | Record dei campionati |

## Risultati

### Batterie
I migliori 8 tempi accedono alla finale
| Pos. | Batteria | Corsia | Atleta                     | Nazionalità   | Tempo    | Note |
| ---- | -------- | ------ | -------------------------- | ------------- | -------- | ---- |
| 1    | 7        | 4      | Laure Manaudou             | Francia       | 8:25.65  | Q    |
| 2    | 6        | 4      | Kate Ziegler               | Stati Uniti   | 8:28.11  | Q    |
| 3    | 6        | 6      | Kylie Palmer               | Australia     | 8:29.36  | Q    |
| 4    | 5        | 6      | Erika Villaécija García    | Spagna        | 8:29.56  | Q    |
| 5    | 5        | 4      | Ai Shibata                 | Giappone      | 8:29.58  | Q    |
| 6    | 5        | 3      | Sophie Huber               | Francia       | 8:29.68  | Q    |
| 7    | 7        | 5      | Hayley Peirsol             | Stati Uniti   | 8:29.82  | Q    |
| 8    | 6        | 2      | Wendy Trott                | Sudafrica     | 8:31.53  | Q    |
| 9    | 7        | 3      | Rebecca Cooke              | Gran Bretagna | 8:35.25  |      |
| 10   | 6        | 5      | Rebecca Adlington          | Gran Bretagna | 8:36.26  |      |
| 11   | 7        | 1      | Lotte Friis                | Danimarca     | 8:37.16  |      |
| 12   | 5        | 7      | Tan Miao                   | Cina          | 8:37.35  |      |
| 13   | 6        | 7      | Brittany Reimer            | Canada        | 8:37.56  |      |
| 14   | 6        | 3      | Flavia Rigamonti           | Svizzera      | 8:38.22  |      |
| 15   | 7        | 2      | Camelia Potec              | Romania       | 8:38.78  |      |
| 16   | 5        | 2      | Rui Yu                     | Cina          | 8:39.30  |      |
| 17   | 5        | 1      | Tanya Hunks                | Canada        | 8:39.48  |      |
| 18   | 7        | 6      | Stephanie Williams         | Australia     | 8:39.68  |      |
| 19   | 6        | 1      | Kristel Köbrich            | Cile          | 8:40.46  |      |
| 20   | 5        | 5      | Sachiko Yamada             | Giappone      | 8:49.45  |      |
| 21   | 7        | 7      | Ionela Cozma               | Romania       | 8:50.17  |      |
| 22   | 4        | 4      | Andreína Pinto             | Venezuela     | 8:54.98  |      |
| 23   | 6        | 8      | Monika Mocnik              | Slovenia      | 8:56.84  |      |
| 24   | 4        | 8      | Nimitta Thaveesupsoonthorn | Thailandia    | 8:59.02  |      |
| 25   | 4        | 6      | Quah Ting Wen              | Singapore     | 9:00.17  |      |
| 26   | 4        | 1      | Lynette Lim                | Singapore     | 9:00.27  |      |
| 27   | 4        | 5      | Maroua Mathlouthi          | Tunisia       | 9:02.29  |      |
| 28   | 3        | 4      | Golda Marcus               | El Salvador   | 9:03.16  |      |
| 29   | 4        | 7      | Carmen Nam                 | Hong Kong     | 9:04.11  |      |
| 30   | 7        | 8      | Ji Yeon Jung               | Corea del Sud | 9:05.18  |      |
| 31   | 5        | 8      | Ji Eun Lee                 | Corea del Sud | 9:05.97  |      |
| 32   | 3        | 3      | Charlotte Johannsen        | Danimarca     | 9:09.80  |      |
| 33   | 4        | 2      | Sarah Hadj Aberrahmane     | Algeria       | 9:16.62  |      |
| 34   | 2        | 4      | Maria Alejandra Torres     | Perù          | 9:18.57  |      |
| 35   | 2        | 6      | Mona Simonsen              | Fær Øer       | 9:18.65  |      |
| 36   | 3        | 5      | Cai Lin Khoo               | Malaysia      | 9:21.90  |      |
| 37   | 3        | 6      | Yanel Pinto                | Venezuela     | 9:22.06  |      |
| 38   | 4        | 3      | Shrone Austin              | Seychelles    | 9:27.84  |      |
| 39   | 3        | 8      | Simona Muccioli            | San Marino    | 9:29.20  |      |
| 40   | 2        | 7      | Ranohon Amanova            | Uzbekistan    | 9:30.52  |      |
| 41   | 3        | 2      | Fiorella Gomez-Sanchez     | Perù          | 9:32.62  |      |
| 42   | 2        | 3      | Jutta Thomsen              | Fær Øer       | 9:32.79  |      |
| 43   | 2        | 2      | Valerie Eman               | Aruba         | 9:43.04  |      |
| 44   | 2        | 5      | Marike Meyer               | Namibia       | 9:47.48  |      |
| 45   | 3        | 7      | Hsu Jung He                | Taipei cinese | 9:53.44  |      |
| 46   | 3        | 1      | Noufissa Chbihi            | Marocco       | 9:56.05  |      |
| 47   | 2        | 1      | Hiba Bashouti              | Giordania     | 10:03.84 |      |
| 48   | 1        | 4      | Sakina Ghulam              | Pakistan      | 10:20.23 |      |
| 49   | 1        | 5      | Frances Nagatalevu         | Figi          | 10:56.40 |      |
| --   | 1        | 3      | Gretta Ishaka              | Burundi       | DNS      |      |

### Finale
| Pos. | Corsia | Atleta                  | Nazionalità | Tempo   | Note                  |
| ---- | ------ | ----------------------- | ----------- | ------- | --------------------- |
|      | 5      | Kate Ziegler            | Stati Uniti | 8:18.52 | Record dei campionati |
|      | 4      | Laure Manaudou          | Francia     | 8:18.80 |                       |
|      | 1      | Hayley Peirsol          | Stati Uniti | 8:26.41 |                       |
| 4    | 6      | Erika Villaécija García | Spagna      | 8:27.59 |                       |
| 5    | 7      | Sophie Huber            | Francia     | 8:28.23 |                       |
| 6    | 2      | Ai Shibata              | Giappone    | 8:31.73 |                       |
| 7    | 8      | Wendy Trott             | Sudafrica   | 8:32.60 |                       |
| 8    | 3      | Kylie Palmer            | Australia   | 8:34.96 |                       |